# Kalibánova válka
Kalibánova válka (Caliban's War) je druhý díl space opera knižní série Expanze od Jamese S. A. Coreye, což je pseudonym spisovatelů Daniela Abrahama a Ty Francka. Kniha vyšla v roce 2012 u nakladatelství Orbit Books, následně byla přeložena do češtiny a o dva roky později vydána nakladatelstvím Triton. Podle knihy byla natočena druhá část druhé série televizního seriálu Expanze.

## Děj
Přepadení marťanského oddílu protomolekulou vylepšeným vojákem na stanici Ganymed spustí přestřelku mezi jednotkami Země a Marsu, díky čemuž dojde k civilním ztrátám a velkému poškození stanice. Mezi jejími obyvateli je také botanik Prax, který při hledání své čtyřleté dcery s oslabeným imunitním systémem zjistí, že byla jejím doktorem odvedena těsně před vypuknutím konfliktu. Také zjišťuje, že jeho dcera Mei nebyla odvedena jako jediná, ale spolu s ní zmizelo několik dalších dětí s podobnými zdravotními problémy. Mezitím je na Ganymedes vyslán jako zástupce SVP Jim Holden se svojí posádkou. Ta slíbí Praxovi, že mu pomohou jeho dceru najít. Pátrání je zavede do opuštěných tunelů, kde dojde k přestřelce, během níž se na svobodu dostane druhý protomolekulou vylepšený voják. Ten pozabíjí zbylé obránce a uteče na povrch měsíce. Holdenovi dojde, že je za celou věcí protomolekula, a rozhodne se okamžitě z Ganymedu odletět. Prax, kterému je jasné, že jeho dceru z Ganymedu někam odvezli, se připojuje k jeho posádce a společně z měsíce odlétají. Na loď se jim ovšem dostane onen protomolekulou změněný voják a posádka musí vynaložit veškeré své síly, aby ho zabila. Prax přitom z pohledu vědce přijde na některé užitečné informace; že někdo upravil naprogramování protomolekuly, aby došlo pouze k částečné přeměně, a také, že toto naprogramování je značně nestabilní.
Na Zemi se mezitím zástupkyně náměstka výkonné administrativy Chrisjen Avasarala snaží uklidnit vyhrocenou situaci mezi svojí rodnou planetou a Marsem. Vede mírová jednání, kterých se kromě diplomatů a vysoce postavených vojenských generálů zúčastní také Bobbie, mariňačka marťanské armády, jenž jako jediná přežila útok „netvora“ na Ganymedu. Avasarala ji najme do svých služeb a začne ji využívat jako spojku mezi svojí kanceláří a Marsem. Zároveň ji dojde, že za celou věcí s protomolekulou mohou lidi kolem Julese-Pierre Maa a jejího nadřízeného Sadavira Errinwrighta. Ten se rozhodne Avasaralu odstranit ze sféry politické moci a pošle ji na lodi společnosti Mao-Kwikowski na Ganymed.
Avasarala se přesto snaží situaci řídit i z lodě; zjistí, že admirál Augusto Nguyễn, Errinwrightův společník, poslal na Rosinante šest bojových lodí Spojených národů. Avasarala se rozhodne Holdena varovat, ale je jí zablokována komunikace. Bobbie se tedy spolu s ochrankou náměstkyně zmocní plavidla a dopraví Avasaralu na Rosinante. Ta je zrovna na cestě na měsíc Io, kde podle Praxova odhadu vězní unesené děti z Ganymeda. Při boji s plavidly SN poskytne Rosinantě zásadní pomoc letka marťanských lodí, která se následně spolu s loděmi pozemského admirála Southera připojí k Holdenovi při tažení na Io. Tam dojde k velké bitvě, během které je Nguyễna letka poražena, Mao je zatčen, Errinwright ztrácí svůj vliv, odchází do důchodu a Avasarala usedá na jeho místo. Ze základny na Io se Holdenově posádce a Praxovi podaří zachránit unesené děti včetně Mei, načež je celá základna zničena marťanskými a pozemskými loděmi. Z Venuše následně díky protomolekule „vyletí“ objekt přibližně o velikosti Ganymeda a začne se pohybovat napříč Sluneční soustavou. Vzápětí k Holdenovi přichází detektiv Miller se slovy, že si musí promluvit.